# والتر فلاورز
والتر فلاورز هو محامي وسياسي أمريكي، ولد في 12 أبريل 1933 في غرينفيل في الولايات المتحدة، وتوفي في 12 أبريل 1984 في ماكلين (فرجينيا) في الولايات المتحدة. نشط حزبياً في الحزب الديمقراطي. وقد انتخب عضو مجلس النواب الأمريكي.